# Schedopontocypris succinea
Schedopontocypris succinea is een mosselkreeftjessoort uit de familie van de Pontocyprididae. De wetenschappelijke naam van de soort werd in 1894 als Pontocypris succinea gepubliceerd door Gustav Wilhelm Müller.